# لين نيلسون
لين نيلسون (بالإنجليزية: Lynn Nelson)‏ هو لاعب كرة قاعدة أمريكي، ولد في 24 فبراير 1905 في شيلدون في الولايات المتحدة، وتوفي في 15 فبراير 1955 في كانساس سيتي في الولايات المتحدة.

## وصلات خارجية
- لين نيلسون على موقعبيزبول رفرنس.كوم (الدوري الرئيسي) (الإنجليزية)
- لين نيلسون على موقعبيزبول رفرنس.كوم (الدوري الثانوي) (الإنجليزية)